# Le Maschere del Teatro Italiano
Der Le Maschere del Teatro Italiano ist ein italienischer Theaterpreis. Die Auszeichnung wird jährlich für herausragende Leistungen italienischer darstellender Künstler in 15 Kategorien verliehen. Er wurde 2003 vom Italienischen Kulturministerium, der Ente teatrale italiano (ETI), der Region Venetien und der Stadt Vicenza gestiftet. Ursprünglich war er unter dem Namen Premio E.T.I. Gli Olimpici del Teatro bekannt. Er wird jährlich im September verliehen.